# Aérodrome de Koné
L'aérodrome de Koné (code IATA : KNQ • code OACI : NWWD) est un aéroport intérieur de la Nouvelle-Calédonie, situé dans la commune de Koné, qui se situe dans la Province Nord. L'aéroport est desservi en vol régulier, uniquement par la compagnie Air Calédonie. Les vols sont principalement en provenance et à destination de l'aéroport Nouméa Magenta.

## Compagnies et destinations
| Compagnies    | Destinations   |
| ------------- | -------------- |
| Air Calédonie | Nouméa Magenta |

## Situation
| \| 30 km1:3 725 000 \| Tiga Maré Lifou Koumac Koné Bélep Ouvéa Île des Pins Nouméa La Tontouta Nouméa Magenta Touho Bourail Canala La Foa |
| 30 km1:3 725 000 |

## Statistiques
Pour des raisons techniques, il est temporairement impossible d'afficher le graphique qui aurait dû être présenté ici.

Voir la requête brute et les sources sur Wikidata.